# غرانت هاردي
غرانت هاردي (بالإنجليزية: Grant Hardie)‏ هو لاعب كرلنغ بريطاني، ولد في 27 مارس 1992 في دامفريس ‏ في المملكة المتحدة.

## وصلات خارجية
- غرانت هاردي على موقع الاتحاد الدولي للكرلنغ (الإنجليزية)
- غرانت هاردي على موقع اللجنة الأولمبية الدولية (الإنجليزية)
- غرانت هاردي على موقع أوليمبيديا (الإنجليزية)
- غرانت هاردي على موقع اللجنة الأولمبية البريطانية (الإنجليزية)